# Haboljungs fure
Haboljungs fure är ett kommunalt naturreservat i Lomma kommun i Skåne län.
Området är naturskyddat sedan 2015 och är 32 hektar stort. Reservatet ligger strax norr om Lomma och består av tallar planterade på sandjord. 

## Bildgalleri

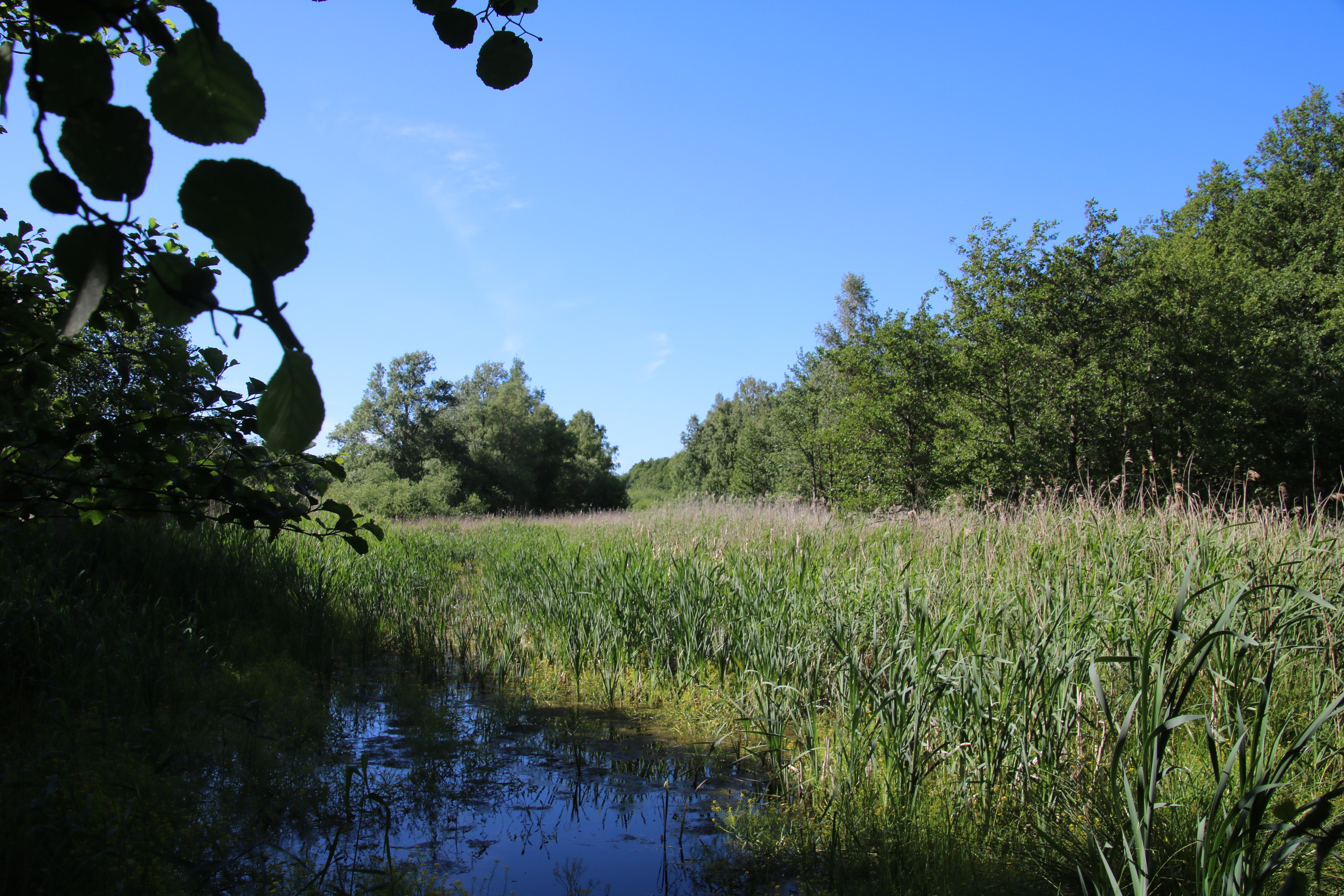
Alkärret i reservatet.